# Tepoxtepec, Guerrero
Tepoxtepec är en ort i Mexiko.   Den ligger i kommunen Apaxtla och delstaten Guerrero, i den södra delen av landet, 160 km sydväst om huvudstaden Mexico City. Tepoxtepec ligger 1 292 meter över havet och antalet invånare är 451.
Terrängen runt Tepoxtepec är kuperad. Runt Tepoxtepec är det glesbefolkat, med 16 invånare per kvadratkilometer. Närmaste större samhälle är Apaxtla de Castrejón, 5,0 km väster om Tepoxtepec. I omgivningarna runt Tepoxtepec växer huvudsakligen savannskog.